# Природоведение
Природоведение (от рус. природа и ведать) — совокупность знаний о природе, или естествознание как предмет преподавания. Это начальные сведения по наукам: биология, география, геология, экология, астрономия, физика и химия.
Школьный учебный предмет, преподаваемый в начальных и средних классах современных общеобразовательных школ России, Украины и других государств, входивших ранее в состав СССР. Во многих школах предмет переименован в «Окружающий мир» (разг. Окружайка). Природоведение учит элементарным основам естествознания, даёт учащимся элементарные знания о природе, родном крае, анатомии человека, взаимодействии человека с окружающей средой. На последнем году обучения курс природоведения подготавливает к более глубокому и специализированному изучению предметов естественнонаучного цикла.

## История

### В Российской империи
Впервые курс естественной истории был введён в школах России во 2-й половине XVIII века. Учебник В. Ф. Зуева «Начертание естественной истории, изданное для Народных училищ Российской Империи…» (1786) задал основные черты содержания и структуры предмета. Автор считал, что для начала естественно-научного образования ребёнка необходимо ознакомить его с окружающей природой, а порядок ознакомления должен идти от неживой природы к растениям, и затем к животным.
Однако до конца XIX века, несмотря на большое количество изучаемых рассказов о природе, природоведения как отдельного учебного курса для начальной школы не существовало.
Первый учебник, написанный для курса «одной нераздельной науки» об окружающем мире появился в 1883 году — «Мир божий. Земля, воздух и вода» А. Я. Герда. Запланированная вторая часть — «Растения, животные и человек» — так и не увидела свет. Одной из главных целей курса автор видел формирование мировоззрения, «согласного с современным состоянием естественных наук». Помимо чтения учебника, основой обучения должны были стать наблюдения учащихся и простые, доступные опыты.
В начале XX века начальный курс естествоведения в той или другой форме утвердился практически во всех учебных заведениях — кадетских корпусах, женских гимназиях, реальных училищах, классических гимназиях, причем в последних курс носил название «природоведение». Учебники в основном следовали порядку изложения, заданному Зуевым: неорганический мир — растения — человек и животные.
Программа, разработанная в 1901 году Д. Н. Кайгородовым, предлагала основное внимание уделить взаимодействию растений и животных друг с другом и с окружающей средой, а в основу обучения положить экскурсии к типичным местам «общежития» растений и животных (лес, луг, поле, сад, пруд и т. д.). Задачей курса предлагалось сделать приобщение к природе, с тем чтобы учащиеся почувствовали себя её частью и учились воспринимать её красоту. Многие идеи предложенной программы повлияли на курсы природоведения в школах СССР.

### В СССР
После ряда реформ, в 1940—1950-х годах общее естествознание, как самостоятельный предмет, сохранился лишь в программе 4-го класса.
К середине 1960-х естествознание и география были объединены в природоведение, и эта дисциплина была введена в программы 2-го и 3-го классов.
Предмет должен был дать школьникам элементарные знания о предметах и явлениях природы, сформировать стремление к бережному использованию богатств природы, к её охране, воспитать любовь к ней. Был издан ряд экспериментальных и пробных учебников и учебных пособий; проводились методические исследования по образованию учащихся.
- Во 2-м классе изучались сезонные изменения в природе;
- в 3-м изучались темы «Природа нашего края», «Наша Родина на глобусе и карте», «Использование и охрана природы человеком», «Организм человека и охрана здоровья»;
- в 4-м — темы «Земля — планета Солнечной системы», «Воздух», «Вода», «Горные породы», «Почва», «Растения, животные и внешняя среда».

### В Российской Федерации
В начале 1990-х годов была введена новая программа природоведения для четырёхлетней начальной школы, разработанная Плешаковым, и изданы учебники этого автора.
Новая программа выделяет в качестве одной из основных своих целей экологическое образование и воспитание школьников. Уделяется внимание развитию у учащихся экологически-оправданной системы ценностей, предупреждению формирования потребительского подхода к природе. В курсе изучаются темы многообразия природы, единства природы и человека, возможности отрицательного влияния человека на природную среду и воздействия изменённой среды на самого человека. Программа дополнена сведениями об истории развития наук о природе.
По состоянию на 2013 год природоведение преподаётся до 5-го класса.

## В других странах
Природоведение преподаётся также в школах государств, входивших ранее в состав СССР (Украина, Белоруссия, Казахстан, Эстония и другие).
В других странах существуют общие школьные курсы по естественным наукам, схожие с природоведением: «естествознание», «родной край», «природа» и другие.